# Løksa
Løksa est une localité du comté de Troms, en Norvège.

## Géographie
Administrativement, Løksa fait partie de la kommune de Skånland.